# Linia kolejowa Portet-Saint-Simon – Puigcerda
Linia kolejowa Portet-Saint-Simon – Puigcerda – drugorzędna linia kolejowa w południowo-zachodniej Francji. Łączy Portet-sur-Garonne, 11 km na południe od Tuluzy na linii Tuluza – Bajonna z Latour-de-Carol i Puigcerdà, miejscowości położone po obu stronach granicy francusko-hiszpańskiej w Cerdanya. Linia została otwarta w kilku etapach pomiędzy 1861 a 1929.
Od zamknięcia linii kolejowej z Pau do Huesci poprzez Canfranc w roku 1970, jest jedyną linią przechodzącą przez Pireneje. Jest ona używana codziennie przez pociągi Corail Lunéa z Paryża do Coral Lunéa Latour-de-Carol i TER z Tuluzy do Pamiers, Foix, Ax-les-Thermes i Latour-de-Carol. Większość pociągów towarowych i pasażerskich dalekobieżnych korzysta z linii Bordeaux - Irun lub Narbona - Port-Bou.